# Haselbach (Niederbayern)

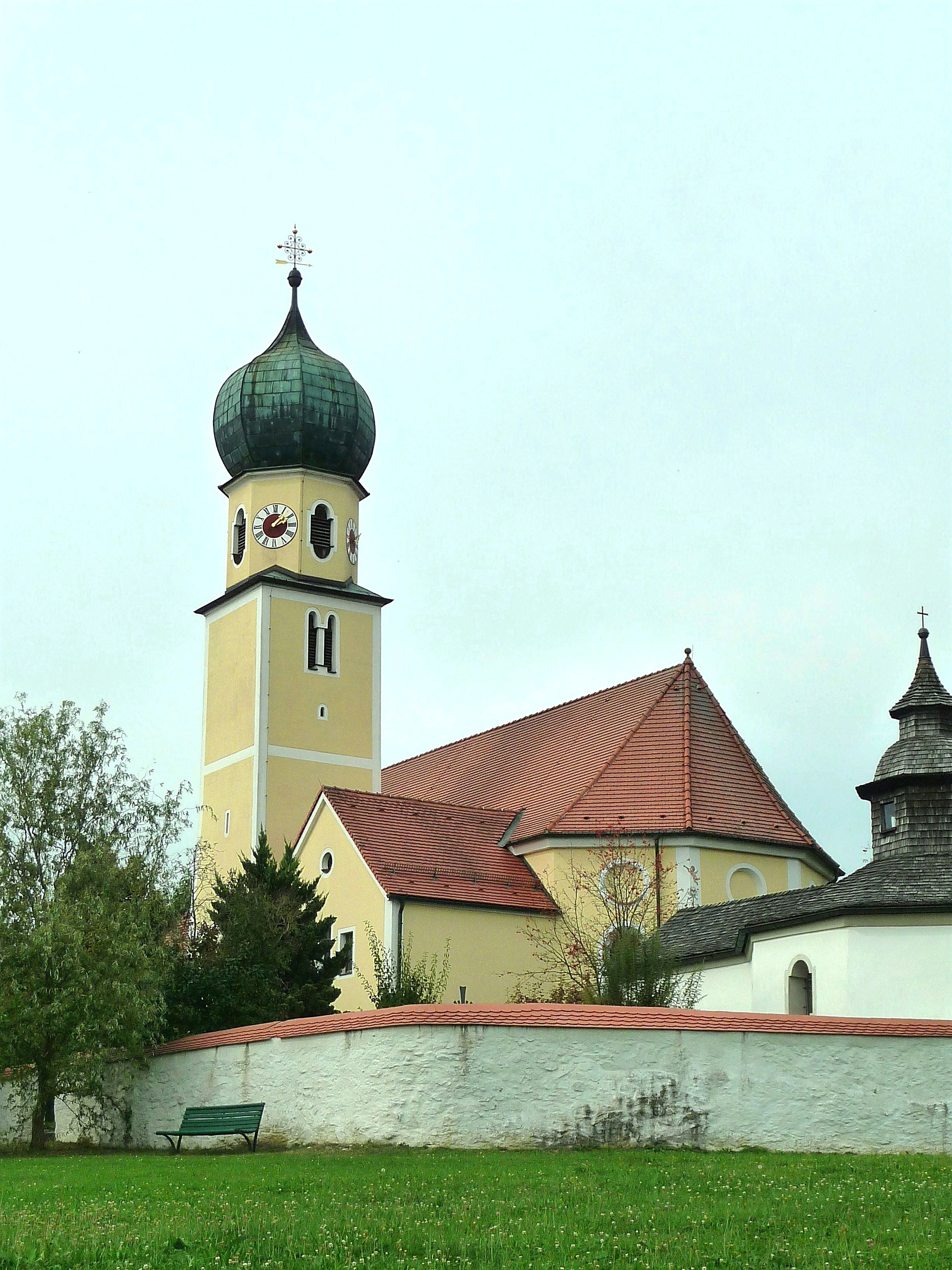
Die Pfarrkirche St. Jakobus, rechts davon die Totentanzkapelle

Haselbach ist eine Gemeinde und ein Pfarrdorf im niederbayerischen Landkreis Straubing-Bogen.

## Geografie
Haselbach liegt in der Region Donau-Wald.

### Gemeindegliederung
Es gibt 50 Gemeindeteile:
- Auried
- Bayerischbühl
- Bruckhof
- Buchhof
- Bumhofen
- Dammersdorf
- Dietersdorf
- Dürrmaul
- Edt
- Einstück
- Exlarn
- Felling
- Frommried
- Gonnersdorf
- Großaich
- Haidbühl
- Hamberg
- Haselbach
- Höfling
- Hofstetten
- Höllberg
- Höllgrub
- Höllhaus
- Kapflhof
- Kleineich
- Leimbühl
- Leimbühlholz
- Meisenthal
- Oberwiesing
- Pfarrholz
- Reiben
- Reihnbachholz
- Rogendorf
- Rosenhof
- Roßhaupten
- Rothhäusl
- Schindlfurth
- Schmelling
- Schwarzendachsberg
- Schwarzenstein
- Steckenhof
- Thurasdorf
- Tiefenbach
- Unterholzen
- Unterwiesing
- Uttendorf
- Weißendachsberg
- Wenamühl
- Zachersdorf
- Ziermühl

Historisch gab es bis in die 1980er den Gemeindeteil Rosenholz.
Es gibt die Gemarkungen Dachsberg und Haselbach.

## Geschichte

### Bis zur Gemeindegründung
Der Ort ist in den Traditionsbüchern von Kloster Oberalteich aus ca. 1100 als Hasalbach ersturkundlich genannt. Es liegt althochdeutsch hasal (Haselstaude) zugrunde.
Haselbach gehörte zum Rentamt Straubing und zum Landgericht Mitterfels des Kurfürstentums Bayern. Im Zuge der Verwaltungsreformen in Bayern entstand mit dem Gemeindeedikt von 1818 die heutige Gemeinde.

### Eingemeindungen
Der Weiler Dietersdorf wurde 1966 von der damaligen Gemeinde Irschenbach nach Haselbach umgegliedert. Am 1. Januar 1971 wurde die Gemeinde Dachsberg vollständig eingemeindet.

### Einwohnerentwicklung
Im Zeitraum 1988 bis 2020 wuchs die Gemeinde von 1244 auf 1904 um 660 Einwohner bzw. um 53 %.
- 1961: 0907 Einwohner
- 1970: 1150 Einwohner
- 1987: 1222 Einwohner
- 1991: 1330 Einwohner
- 1995: 1474 Einwohner
- 2000: 1549 Einwohner
- 2005: 1647 Einwohner
- 2010: 1666 Einwohner
- 2015: 1797 Einwohner
- 2020: 1904 Einwohner

## Politik und Öffentliche Verwaltung
Die Gemeinde ist Mitglied der Verwaltungsgemeinschaft Mitterfels.
Erster Bürgermeister ist seit dem 1. Mai 2020 Simon Haas (FWG). Der Gemeinderat besteht in der Periode 2020 bis 2026 aus dem Ersten Bürgermeister und sieben Gemeinderatsmitgliedern der FWG und fünf der CSU.
Die Gemeindesteuereinnahmen betrugen im Jahr 2022 rund 1,9 Millionen Euro. Davon entfielen 514.000 Euro auf die Gewerbesteuer.

### Wappen
| Wappen von Haselbach (Niederbayern) | Blasonierung: „In Blau unten eine silberne Friedhofkapelle mit beiderseits anschließender Mauer, darüber gekreuzt ein goldener Abtstab und ein silberner Schlüssel.“ |
| Wappen von Haselbach (Niederbayern) | Wappenbegründung: Die Friedhofkapelle, ein Spätrenaissancebau mit kunsthistorisch bedeutenden Totentanzbildern, ist das Wahrzeichen der Gemeinde Haselbach. Sie wurde in heraldisch vereinfachter Form in das Wappen aufgenommen. Abtstab und Schlüssel (Schlüssel des heiligen Petrus) sind vom Wappen des Benediktinerklosters Oberalteich übernommen, dem seit 1225 das Patronatsrecht in Haselbach zustand. Die Tingierung in Silber und Blau erinnert an die Farben des Rautenwappens der Grafen von Bogen. Dieses Wappen wird seit 1957 geführt. |

## Kultur und Sehenswürdigkeiten

### Gedenkstätte
Auf dem Alten Friedhof an der Pfarrkirche erinnert seit 1958 ein Mahnmal an die dort 1945 begrabenen 28 KZ-Häftlinge des Todesmarschs aus dem KZ Flossenbürg, die von SS-Männern am Ort vorbei getrieben wurden und an Erschöpfung starben oder ermordet wurden. Im Jahre 1958 wurden sie auf den KZ-Friedhof Flossenbürg überführt.

### Pfarrkirche und Totentanzkapelle
Die Pfarrkirche St. Jakobus ist eine Spätbarockanlage, die in den Jahren 1713 bis 1718 erbaut wurde. Der Turm ist mittelalterlich, der Hochaltar stammt aus dem Jahr 1720. Die Deckenbilder zeigen Jakobus als Pilger und die Schlacht gegen die Mauren sowie Engel als die vier Kardinaltugenden und sind von dem Kunstmaler Josef Wittmann (1915). Das Deckenfresko Schlacht gegen die Mauren wird im Jahrbuch der Gesellschaft für Christliche Kunst aus dem Jahr 1917 ausführlich beschrieben und kunstgeschichtlich bewertet. Auch das Gemälde der hl. Familie im Langhaus ist von Josef Wittmann, einem bedeutenden Maler des Neubarocks.
Kulturell wertvoll ist die Friedhofskapelle Hl. Kreuz neben der Kirche, ein Oktogonzentralbau mit Kuppel und Vorhalle. Die im Inneren bunt bemalte Kapelle birgt bedeutende Totentanzdarstellungen nach dem Vorbild von Hans Holbein dem Jüngeren. Sie wurde im 17. Jahrhundert unter dem Pfarrvikar Balthasar Regler (später Wallfahrtspfarrer auf dem Bogenberg) erbaut.
Die Kapelle wird im Wappen der Gemeinde Haselbach abgebildet.

## Wirtschaft und Infrastruktur

### Wirtschaft einschließlich Land- und Forstwirtschaft
2022 gab es 159 Beschäftigte am Arbeitsort und 879 sozialversicherungspflichtig Beschäftigte am Wohnort; der Pendlersaldo betrug damit 720. Die Zahl der Arbeitslosen lag 2022 im Jahresmittel bei 28. Im Bauhauptgewerbe gab es sechs Betriebe. 2020 bestanden 30 landwirtschaftliche Betriebe mit einer landwirtschaftlich genutzten Fläche von 677 ha.

### Verkehr
Haselbach liegt an der Staatsstraße 2140 und lag an der Bahnstrecke Straubing–Miltach.

### Bildung
In der Gemeinde gibt es folgende Einrichtungen:
- Kindertagesstätte mit 70 Plätzen[11]
- Grundschule Mitterfels-Haselbach (im Schulverband Mitterfels)[14]

## Persönlichkeiten
- Beda Aschenbrenner (1756–1817), deutscher Kanoniker und letzter Abt der Benediktinerabtei Oberalteich
- Maximilian Danner (1930–1997), deutscher Unfallforscher